# EuroNight

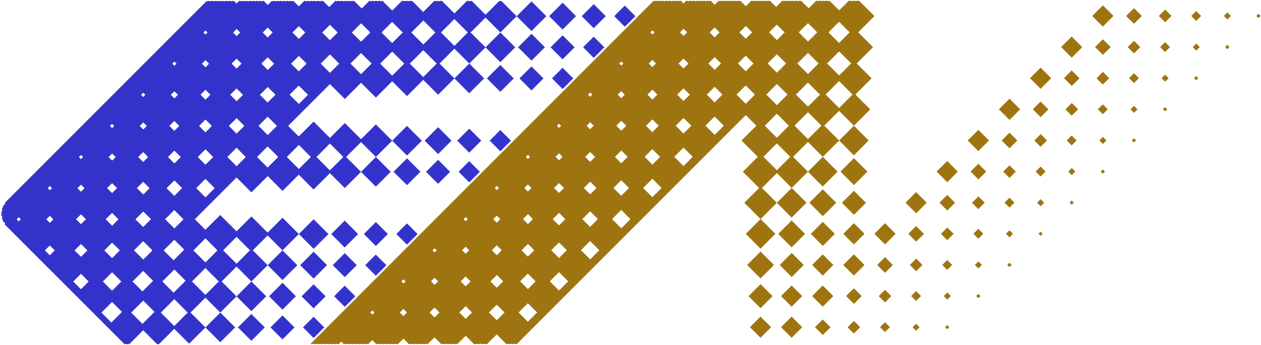
EuroNight

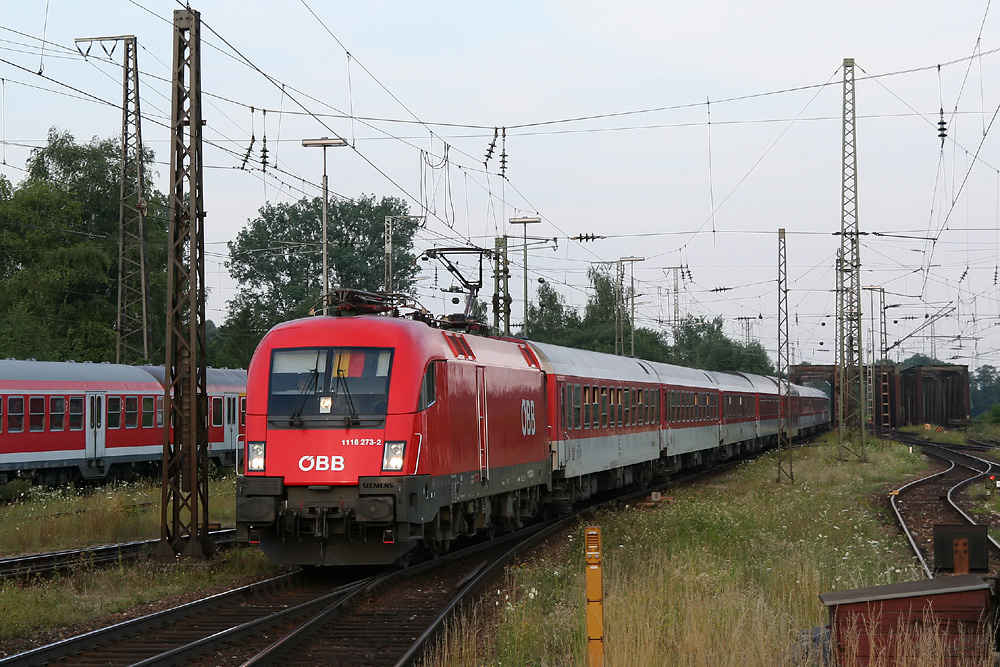
L'EN 482 Munich–København à Donauwörth

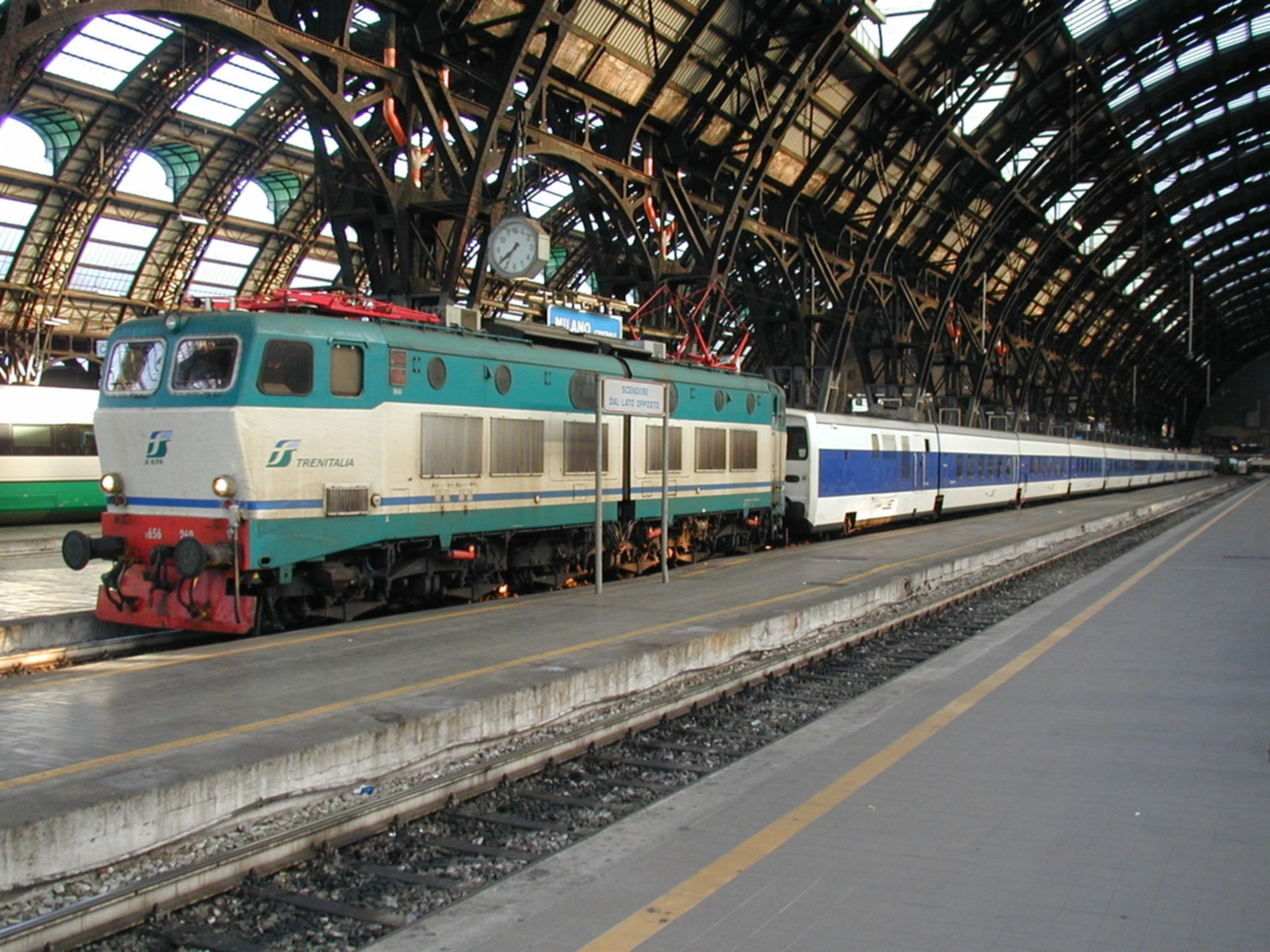
L'EN 11273 Talgo Salvador-Dalí Milan–Barcelone, à Milan

EuroNight (abréviation : EN) désigne depuis 1993 les services nationaux et internationaux de trains de nuit entre les plus grandes villes d'Europe. Le service EuroNight est le pendant de nuit des trains de jours EuroCity.

## Compositions
Les trains EuroNight sont généralement composés de voitures sièges de 2de classe, de voitures-couchettes, de voitures-lits et de temps en temps de voitures-restaurant. Le matériel utilisé dans la composition de ces trains est du matériel classique des réseaux nationaux (certains matériels pouvant cependant être affectés à seulement certaines lignes, voire une seule en particulier).

## Exploitants
Les trains EuroNight sont exploités par les différentes sociétés nationales de chemin de fer des pays traversés (CFF, CFR, DB, SJ...) ou par des consortiums regroupant ces sociétés :
- Nighjet Partenaire entre l'Allemagne, l'Autriche et les pays de l'Est[réf. nécessaire]
- RZD pour les trains de ou vers la Russie.

Certains trains de nuit internationaux ne sont pas considérés comme EuroNight, bien qu'ils offrent le même niveau de qualité, comme les trains Nightjet entre l'Autriche et ses pays voisins (notamment l'Allemagne).

## Exemples de trains EuroNight
| Numéro         | Nom                    | Relation                                                                       |
| -------------- | ---------------------- | ------------------------------------------------------------------------------ |
| EN 40467/40462 |                        | Zürich - Innsbruck - Salzbourg - Vienne - Budapest                             |
| EN 301/300     | Berlin Night Express   | Berlin – Malmö                                                                 |
| EN 17/18       | Riviera Express        | Nice - Milan - Innsbruck - Vienne - Varsovie - Minsk - Moscou                  |
| EN 347/346     | Dacia                  | Vienne - Budapest – Bucarest                                                   |
| EN 406/407     | Chopin                 | Varsovie - Katowice - Ostrava - Vienne                                         |
| EN 445/444     | Slovakia               | Prague – Košice                                                                |
| EN 452/453     | Trans European Express | Moscou – Smolensk – Minsk – Brest – Varsovie – Berlin – Sarrebruck – Paris-Est |
| EN 459/458     | Canopus                | Zurich - Prague                                                                |
| EN 463/462     | Kálmán Imre            | Munich - Salzbourg - Vienne - Budapest                                         |
| EN 414/415     | Zürichsee              | Zurich - Innsbruck - Villach - Ljubljana - Zagreb                              |
| EN 473/472     | Ister                  | Budapest – Arad – Brasov - Bucarest                                            |
| EN 477/476     | EN Metropol            | Varsovie – Budapest                                                            |
| EN 496/497     | SJ Euronight           | Stockholm - Malmö - Odense - Hambourg                                          |
| EN 499/498     | Lisinski               | Munich – Zagreb                                                                |
| EN 442/443     | Bohèmia                | Prague - Hummené                                                               |